# Carabodes gregorioi
Carabodes gregorioi är en kvalsterart som beskrevs av Gil-Martín och Subías 1997. Carabodes gregorioi ingår i släktet Carabodes och familjen Carabodidae. Inga underarter finns listade.